# 1949年の航空
< 1949年
1948年の航空 - 1949年の航空 - 1950年の航空

## 航空に関する出来事
- 2月15日 - フランスの2階建てデッキの輸送機、ブレゲー 761の試作機が初飛行を行った。
- 2月26日〜3月2日 - ボーイング B-50 スーパー・フォートレス「ラッキー・レディ II」が、アリゾナ州ツーソンのDavis-Monthan空軍基地から無着陸世界一周飛行を行った。37,742 kmを94時間1分で飛行した。
- 4月4日 - 北大西洋条約機構（NATO）が設立された。

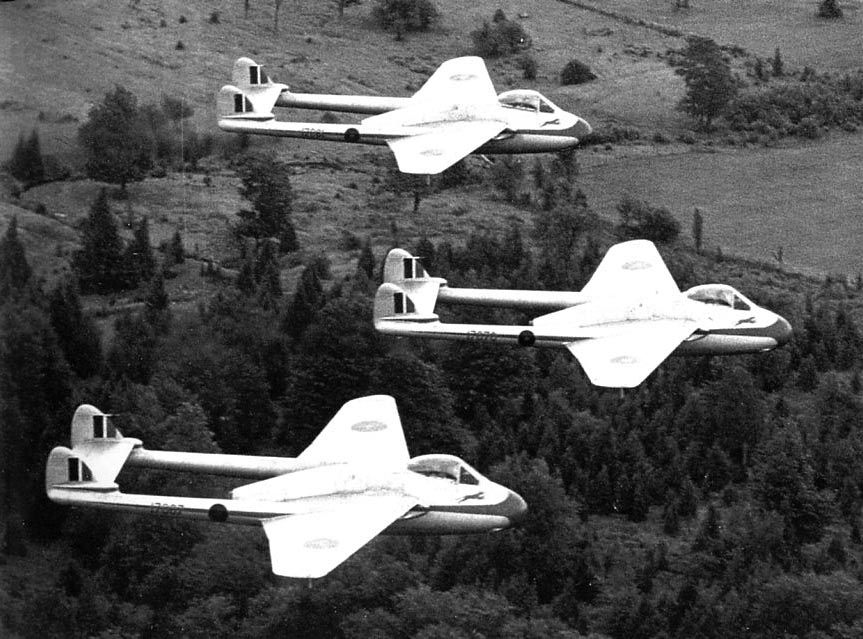
カナダ空軍のブルーデビルス

- 4月21日 - ラムジェットエンジンにより飛行した、世界初の航空機、ルデュック010が初飛行した。
- 5月4日 - アリタリア航空のフィアットG.212 がイタリア・トリノ郊外の丘陵地、通称「スペルガの丘」に墜落し、ACトリノの選手18名と監督以下スタッフ5名を含む乗員・乗客31名全員が死亡した（スペルガの悲劇）。
- 5月4日 - カナダのアクロバット飛行チーム、ブルー・デビルスが結成された。
- 5月14日 - アルゼンチンの航空会社、Aeroposta、ALFA (Aviación del Litoral Fluvial Argentino)、FAMA (Flota Aérea Mercante Argentina)、ZONDA (Zonas Oeste y Norte de Aerolíneas Argentinas)が統合されアルゼンチンの国営会社アルゼンチン航空が設立された。
- 5月19日 - アメリカの飛行艇、マーチン JRMが308人の人員を運び、1機で運んだ人員の記録を造った。
- 5月21日 - アメリカのヘリコプター、シコルスキー S-52が、ヘリコプターの高高度飛行記録6,468 mを樹立した。
- 5月30日 - イギリスの全翼機、アームストロング・ホイットワース AW. 52が操縦不能となり、テストパイロットのジョー・ランカスター（Jo Lancaster）が射出座席で脱出に成功した最初のパイロットとなった。
- 7月25日 - カナダのアクロバット飛行チーム、ブルー・デビルスのボブ・キップが、訓練中の事故で死亡した。

西ベルリンのテンペルホーフ空港に物資を空輸してきた輸送機を見上げるベルリン市民

- 8月9日 - 操縦不能となったアメリカ海軍のF2H-1 バンシーからJ. L. Fruinが射出座席で脱出し、飛行中の緊急事態で射出座席で脱出した最初のアメリカのパイロットとなった。
- 8月29日 - ソ連が初の核実験に成功。
- 9月9日 - カナディアン・パシフィック航空のDC-3が、ケベックからBaie-Comeauに向かう途中、積み込まれた爆弾で爆破され、23人が死亡した（カナディアン航空機爆破事件）。
- 9月30日 - ベルリン空輸が公式に終了した。食料などを2,325 tons、空輸した。
- 10月27日 - エールフランスのロッキード コンステレーションがアゾレス島で墜落し、フランスのボクサー、マルセル・セルダンとヴァイオリニスト、ジネット・ヌヴーを含む48人が死亡した。
- 10月28日 - マーチン社の試作ジェット爆撃機、XB-51が初飛行した。
- 11月18日 - ダグラス C-74 ロードマスターが、103人の乗客を乗せて大西洋を横断し、1回の飛行で大西洋を横断した最も多い飛行記録となった。
- 11月29日 - アメリカン航空のDC-6がエンジン故障で、ダラス・ラブフィールド空港の滑走路をそれ、建物に衝突し、26人の乗客と2名の乗員が死亡した。
- 12月8日 - ミューロック陸軍飛行場が、テスト・パイロット、グレン・エドワーズの功績からエドワーズ空軍飛行場と改名された。

## 1949年に初飛行した機体の画像

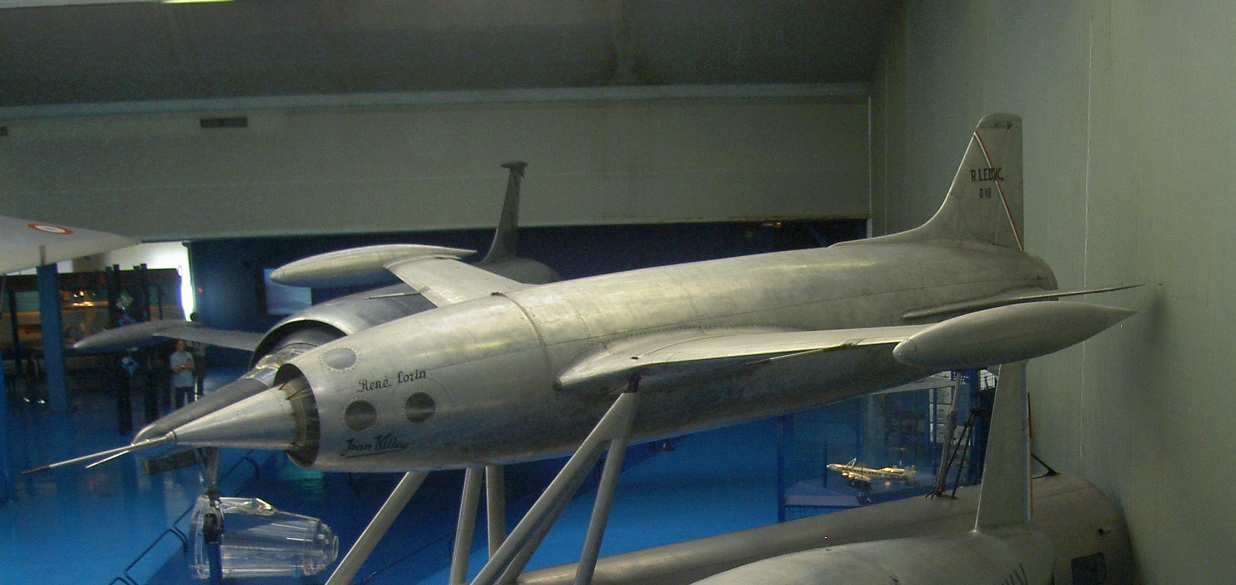
レドゥク010 （4月21日 ）
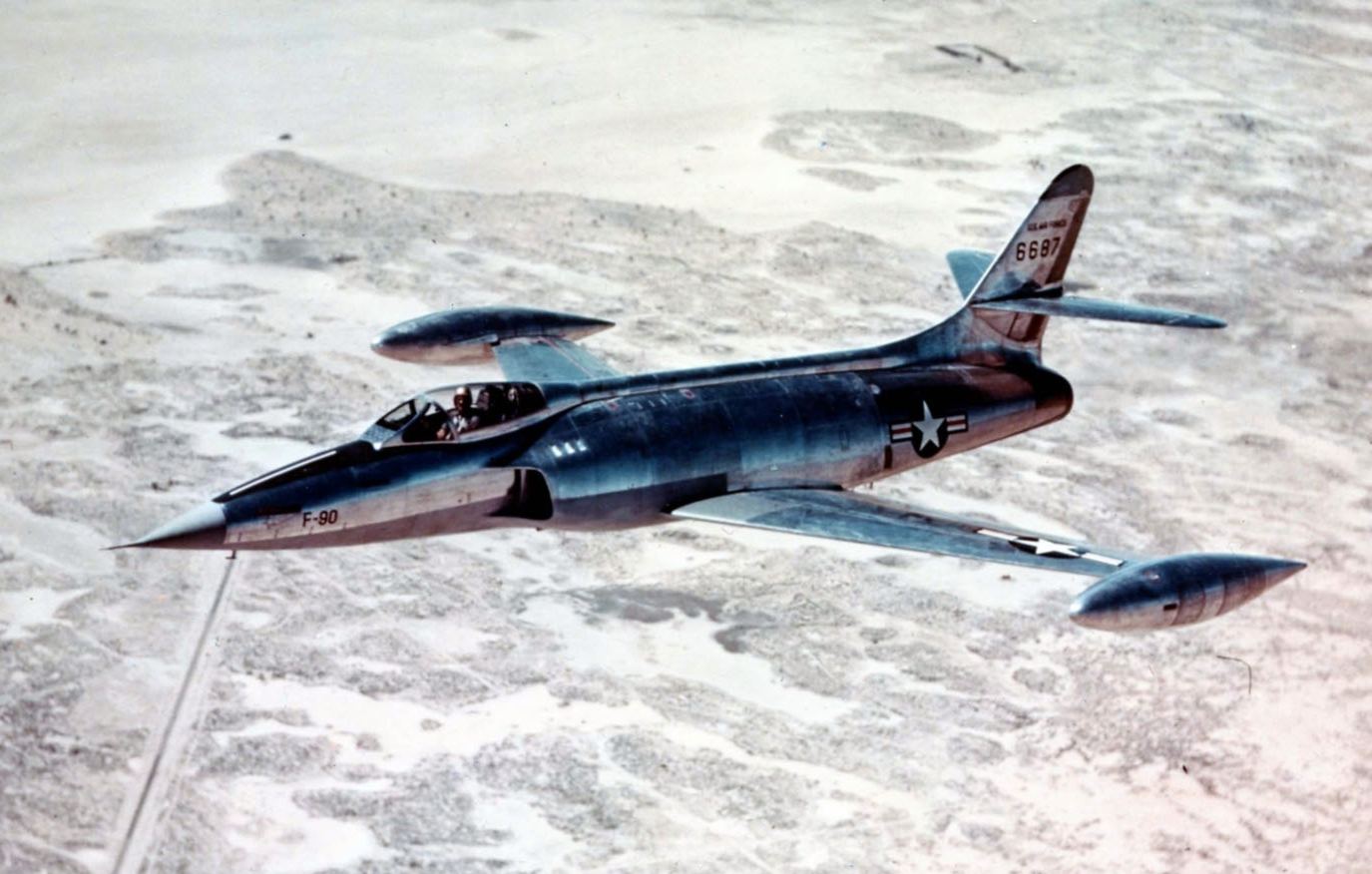
ロッキードXF-91 （6月3日 ）
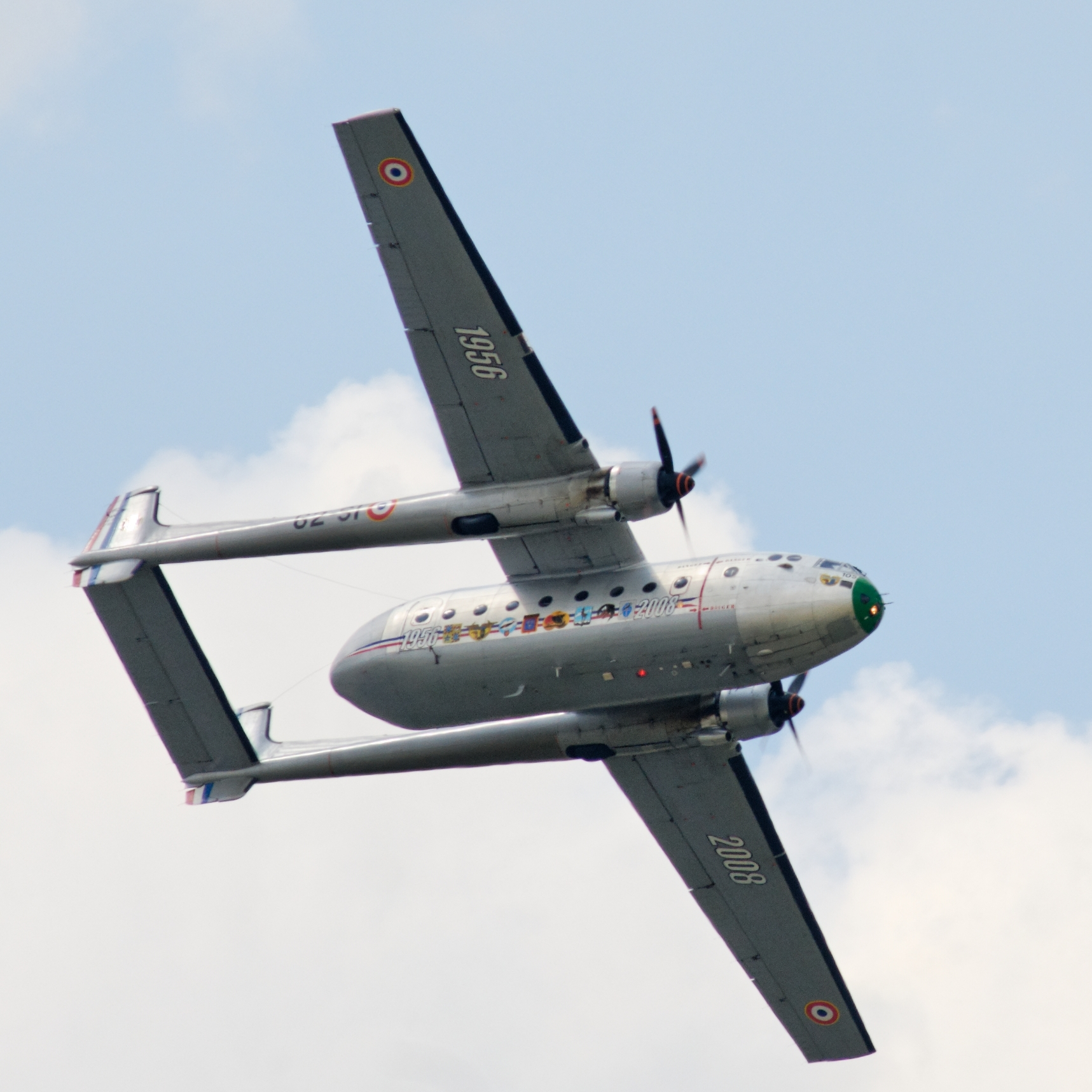
ノール ノラトラ （6月12日 ）
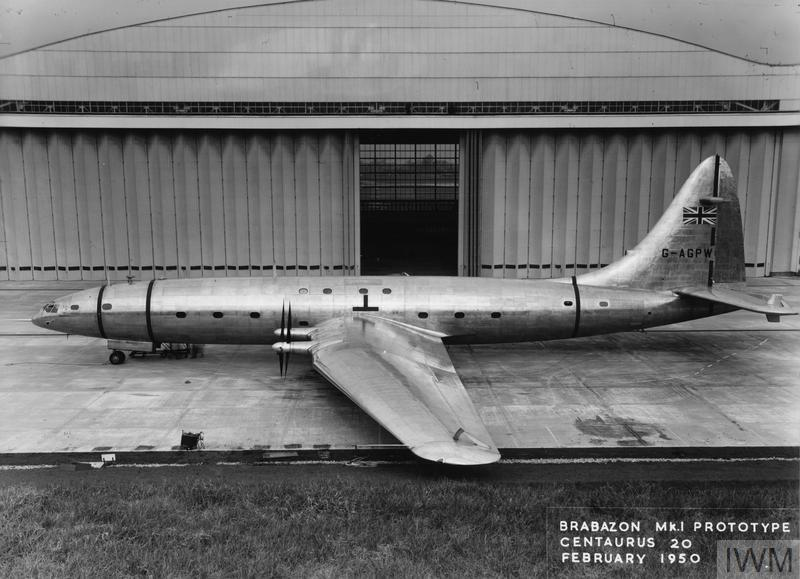
ブリストル ブラバゾン （9月4日 ）